# Nikujaga
Nikujaga (肉じゃが nghĩa là thịt-khoai tây) là một món ăn Nhật Bản chứa thịt, khoai tây và hành tây hầm trong xì dầu đã làm ngọt và mirin, đôi khi với ito konnyaku và rau củ. Thông thường, khoai tây là một phần lớn trong món này, với thịt được phục vụ như là một nguồn hương vị.  Nó thường được luộc đến khi đa số nước được đun cạn. Thịt bò thái mỏng là loại thịt được sử dụng nhiều nhất, mặc dù thịt bò băm hay xay cũng nổi tiếng. Thịt lợn thường được sử dụng thay cho thịt bò ở phía đông Nhật Bản.
Nikujaga là một món ăn mùa đông nấu tại nhà phổ biến, được phục vụ với một bát cơm trắng và súp miso. Nó cũng đôi khi được nhìn thấy trong izakayas.

## Lịch sử
Nikujaga được phát minh bởi các đầu bếp của Hải quân Đế quốc Nhật Bản vào cuối thế kỷ 19. Câu chuyện kể rằng đô đốc Tōgō Heihachirō đã ra lệnh cho các đầu bếp hải quân tạo ra một phiên bản các món thịt bò phục vụ trong Hải quân Hoàng gia Anh, được đưa ra như một phần của chiến dịch bắt đầu vào năm 1895 để quảng bá cho thành phố Maizuru, Kyoto, nơi có một căn cứ của Hải quân Hoàng gia Nhật Bản và cũng là nơi Tōgō đóng quân. Tuy nhiên, chính quyền thành phố Kure, Hiroshima, vào năm 1998 đã đưa ra một tuyên bố cạnh tranh, rằng Tōgō đã ủy thác tạo ra món ăn trong khi làm giám đốc của căn cứ hải quân Kure chứ không phải ở Maizuru.

## Liên kết ngoại
- Công thức từ Tạp chí trực tuyến chủ đề của một người di cư Nhật Bản Lưu trữ ngày 15 tháng 8 năm 2017 tại Wayback Machine